# 福本公四郎
福本 公四郎（ふくもと こうしろう）は、日本のソングライター。
グローブ・エンターブレインズ所属。

## 経歴
幼少の頃にピアノを習得し、大学ではR&Bバンドでベースを担当していた。その後は会社員になりながら音楽活動を続け、29歳の時に上京し2006年に作曲家デビュー。本人は「何よりもメロディーに重心を置くため、メロディー制作時には楽器を一切使わず、パソコンにも向かわない」と語っている。ダンス系ポップから子供ソングまで幅広いジャンルに多くの実績を持ち、中でも1970年代歌謡曲、1980年代歌謡ポップの世界観を表現する楽曲を得意とする。

## 主な楽曲提供作品

### 作曲
- ｢恋はパノラマ／さんみゅ～｣（ポニーキャニオン）
- ｢悠かな約束／水嶋悠人（CV：水橋かおり）｣（バップ）
- ｢青春ラプソディ、何だっけ⁉アイドル／地下すぎプリンセス｣（ポニーキャニオン）
- ｢夜のとばりよ さようなら／大多和孝治（Velvet,Kodhy）｣（メディアファクトリー）
- ｢†DEVIL’S MISSION†／エルシィ starring 伊藤かな恵&ハクア starring 早見沙織｣（ジェネオン・ユニバーサル）
- ｢BITTER TASTE／ノーラ starring 豊口めぐみ｣（ジェネオン・ユニバーサル）
- ｢青春パラダイス、恋に落ちたサンタ／中川かのん starring 東山奈央｣（ジェネオン・ユニバーサル）
- ｢Something Love／工藤えみ｣（PreciousStone Music）
- ｢ガラス・マスカレード／五條真由美｣（ポニーキャニオン）
- ｢どう考えても私は悪くない／黒木智子（CV：橘田いずみ）｣（メディアファクトリー）
- ｢私がモテないのは可愛くないからだよね?／ゆうちゃん（CV：花澤香菜）｣（メディアファクトリー）
- ｢いえるかな しんかんせん／高取ヒデアキ｣（日本コロムビア）
- ｢パジャマジャ／宮本佳那子、高橋秀幸｣（日本コロムビア）
- ｢熱烈歓迎わんだーらんど（阿知賀女子りぷろだくとver,）／高鴨穏乃（CV：悠木碧）、新子憧（CV：東山奈央）、松実玄（CV：花澤香菜）、松実宥（CV：MAKO）、鷺森灼（CV：内山夕実）｣（ランティス）
- ｢春のグラデーション／北原沙弥香｣（FRAME）
- ｢ヤサシイミライ／フェイ・ルーン（CV：木村亜希子）&菜花黄名子（CV：悠木碧）｣（FRAME）
- ｢みんなのために／空野葵（CV：北原沙弥香）｣（FRAME）
- ｢窓側から愛をこめて／空野葵（CV：北原沙弥香）｣（FRAME）
- ｢DO・SとDO・Mの物語／鞠也（CV：小林ゆう）&茉莉花（CV：井上麻里奈）｣（メディアファクトリー）
- ｢そふてに部｢部長の心得｣得意げに／秋山千歳（CV：伊藤静）｣（ランティス）
- ｢やっぱ青春／空野葵（CV：北原沙弥香）｣（FRAME）
- ｢ドリーム脳内T.K.O!!!!／ミルキィホームズ｣（ランティス）
- ｢それはTOYS☆／ミルキィホームズ｣（ランティス）
- ｢ウラハラブ／中川かのん starring 東山奈央｣（ジェネオン・ユニバーサル）
- ｢恋にせっせ通りゃんせ／柳生十兵衛･真田幸村･徳川千（悠木 碧･釘宮理恵･寿美菜子）｣（ランティス）
- ｢SUMMER BOYS!!!／水嶋悠人&水嶋新&七海宗介（CV:水橋かおり&岸尾だいすけ&増田ゆき）｣（コーエー）
- ｢とこしえに咲く花／お市・浅井長政（CV：前田愛・神谷浩史）｣（コーエー）
- ｢染めて逆転／染谷まこ（CV.白石涼子）｣（ランティス）
- ｢おくりもの／リュ・シウォン｣（徳間ジャパンコミュニケーションズ）
- ｢砂に落ちた涙／セツナ（CV：後藤沙緒里）｣（ランティス）
- ｢Angel zone／原村和（CV.小清水亜美）｣（ランティス）
- ｢逃がしません…ですわ!／龍門渕透華（CV.茅原実里）｣（ランティス）
- ｢熱烈歓迎わんだーらんど／宮永咲（CV.植田佳奈）,原村和（CV.小清水亜美）,片岡優希（CV.釘宮理恵）,染谷まこ（CV.白石涼子）,竹井久（CV.伊藤静）｣（ランティス）
- ｢ケロロ基準でRock'n'roll／小島よしお&ケロロ軍曹（CV.渡辺久美子）｣（ランティス）
- ｢ミルキィKISS／中川翔子｣作曲（Sony Records）
- ｢Basic mission[about love]／神宮寺菖蒲（CV.相沢 舞）,二階堂桐（CV.土谷麻貴）｣（ランティス）
- ｢ラブダイビング／霧生つかさ（CV.井上麻里奈｣（ランティス）
- ｢すたこらドリーム／ゆの（CV.阿澄佳奈）,宮子（CV.水橋かおり）,ヒロ（CV.後藤邑子）,沙英（CV.新谷良子）｣
- ｢あっぱれ変化じゃ。／乱崎月香（CV.佐藤利奈）｣（ランティス）
- ｢コードネイムはLady-X／乱崎銀夏（CV.藤田圭宣）｣（ランティス）
- ｢路地裏it's so free／ロシュ（木村良平）｣（ランティス）
- ｢なんのこれしき　ふろしきマン／水木一郎｣（日本コロムビア）
- ｢恋の英単語／白鳥ありす（名塚佳織）｣（ランティス）
- ｢美味ロック／宮子（CV：水橋かおり）｣（ランティス）
- ｢ストロベリー☆ロマンス／ヒロ（CV：後藤邑子）｣（ランティス）
- ｢愛のカケラ／橋本みゆき｣（ランティス）
- ｢ガールズ ヴァーサス チョコレート!／ローラ（CV.辻あゆみ）｣（ランティス）
- ｢ドラマチック☆トラベリング／真田アサミ｣（キングレコード）
- ｢実力あいあい／鹿野優以（九頭竜もも子）｣（ランティス）
- ｢ナノナノなのだンス／ナノナノ・プディング（CV.明坂聡美）｣（ランティス）
- ｢Go!Go!ルーンエンジャー／ルーンエンジェル隊｣（ランティス）

### 作詞・作曲
- ｢A・B・C／宮本佳那子｣作詞のみ共同名義（日本コロムビア）
- ｢ソラミミドレミ／月島きらり starring 久住小春（モーニング娘。）｣（zetima）
- ｢Hide away／リュ・シウォン｣（徳間ジャパンコミュニケーションズ）